# Українці Латвії

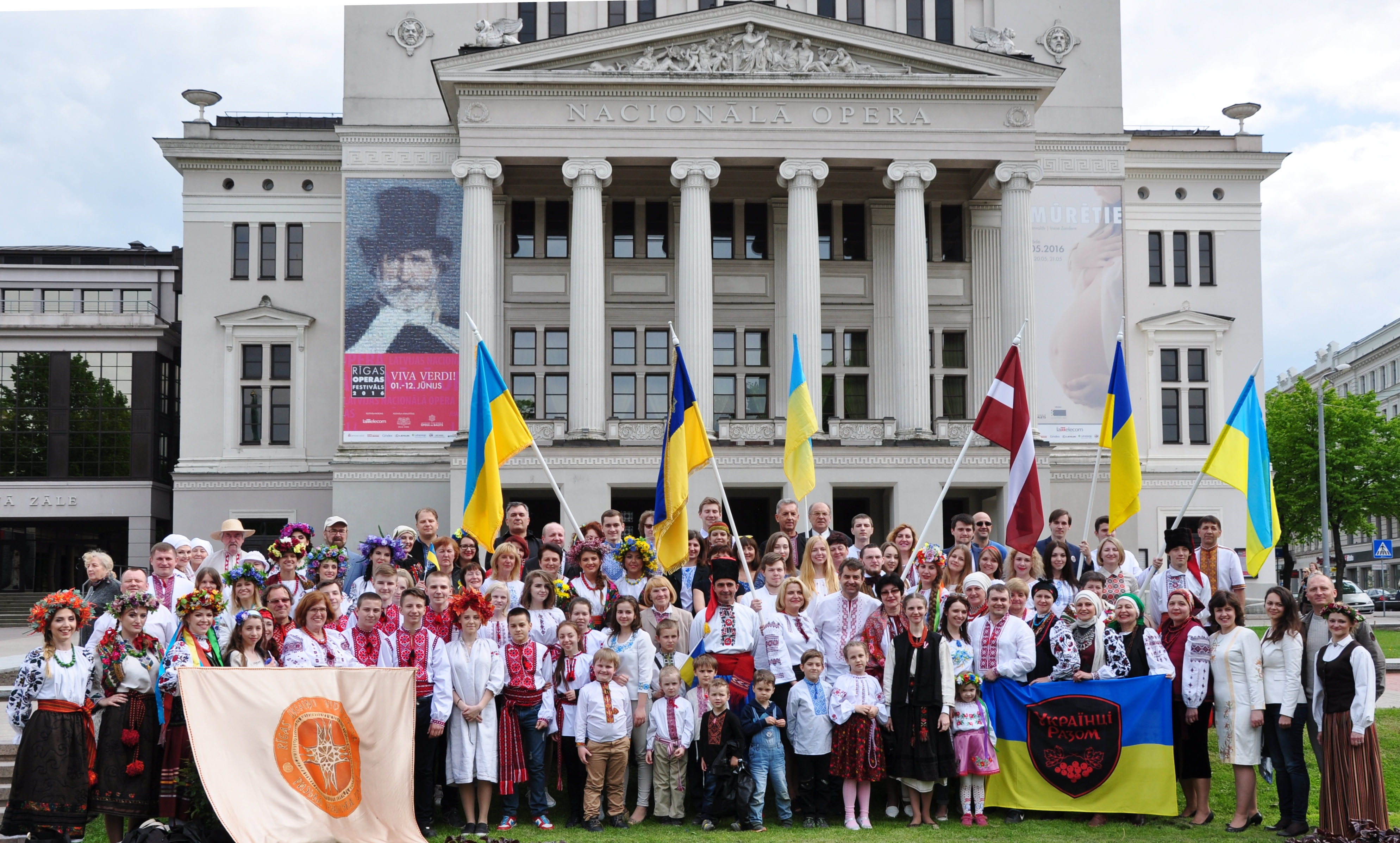
Українці Латвії в День Вишиванки перед будівлею Національної опери в Ризі, 2016

Українці — національна меншина Латвії. На 2011 рік чисельність латвійських українців дорівнювала 67 856 — це третя за чисельністю етнічна громада Латвії. Проживають українці переважно в містах. У Ризі існує українська загальноосвітня школа.

## Історія

### До створення незалежної Латвії
Перші звістки про українців в Латвії датуються XIX століттям. У кінці XIX століття в Латвії проживало більше тисячі українців, з них 270 в Ризі. Першим відомим українцем у Латвії, був Іван Малиновський — викладач Балтійського семінару вчителів.
На початку XX століття почалися перші спроби українців об'єднатися. Спочатку це були зустрічі під час панахид по Тарасу Шевченку і, нарешті, в січні 1911 року в Ризі була створена «Українська Громада» — українське громадське зібрання, яке проіснувало до Першої світової війни. Основною метою «Української Громади» було об'єднання українців на принципах взаємодопомоги і збереження своєї національної ідентичності. Громада зуміла об'єднати навколо себе українські сили Латвії, звернула увагу латиської та російської інтелігенції на українські проблеми. Розвиток «Української Громади» було перервано війною. Що трапилося з «громадянами» у військовому вирі, невідомо. У всякому разі в створені пізніше українські громади вони не входили.
Навесні 1917 року на хвилі націоналізації армії були створені українські організації і в XII армії, чий штаб був розташований в Ризі. Згуртовані українці обрали Виконавчу Раду українців XII армії, створили «Український Клуб». З червня того ж року видавалась газета «Український голос», головним редактором якої був Сергій Пилипенко — у майбутньому відомий український письменник. Делегати українців XII армії були присутні на Всеукраїнському Військовому Генеральному з'їзді в Києві, навіть була створена Ризька організація УПСР. Діяльність українських організацій у XII армії була припинена після приходу до влади більшовиків, у тому числі й через їх антибільшовицьку спрямованість.

### Перша Латвійська республіка
В січні 1933 року в Ризі було створено «латисько-українське товариство». Статут товариства ставив завдання створення якнайближчих зв'язків між латвійським та українським народами. Прямих зв'язків з Радянською Україною не були встановлені, проте проводилася спільна робота з організаціями Львова (Польща), Литовським українським суспільством і
іншими. Товариство провело багато літературно-музичних вечорів, лекцій, концертів, було показано багато вистав й навіть опера «Запорожець за Дунаєм». Товариство існувало до червня 1940 і зробило дуже багато для популяризації української культури в Латвії.

### Перебудова і сучасна Латвія
У 1988 на хвилі національного відродження в Латвії почали створюватися національні культурно-просвітницькі товариства. У вересні 1988 року в Латвії було утворені українські національно-культурні товариства: «Дніпро» та Український молодіжний клуб. У кінці листопада в складі Балто-слов'янського товариства утворилось українське товариство «Славутич», проте незабаром воно припинило своє існування. Надалі також були створені: культурне товариство «Українська родина», Товариство підтримки Руху, Союз українців Латвії (на чолі з колишнім редактором газети «Радянська Латвія» і депутатом ВР ЛР В. Стефановичем) економічні структури. Недільна українська школа і з вересня 1991 загальноосвітня Ризька українська школа (в якій, щоправда, основні предмети з 1 класу освоюються латвійською мовою, з ініціативи її директора Л. Кравченко; в 2007 р. — 239 учнів) займається освітою дорослих і дітей. За час свого існування українські громади провели безліч літературних вечорів, зустрічей з людьми мистецтва як Латвії, так і України, літературні свята присвячені Тарасу Шевченку, Лесі Українці та багато іншого.
33,4 % українців мають латвійське громадянство.
У 2003 році в місті Даугавпілсі, де на той час проживало близько 3 тисяч українців, було засновано Даугавпілське українське культурно-освітнє товариство «Мрія».

## Динаміка чисельності
| N  | рік перепису | кількість      |
| -- | ------------ | -------------- |
| 1  | 1897         | 974            |
| 2  | 1920         | 1040           |
| 3  | 1930         | 1629           |
| 4  | 1935         | 1844 (0,1 %)   |
| 5  | 1959         | 29 440 (1,4 %) |
| 6  | 1970         | 53 641 (2,3 %) |
| 7  | 1979         | 66 703 (2,7 %) |
| 8  | 1989         | 92 101 (3,5 %) |
| 9  | 2000         | 63 558 (2,7 %) |
| 10 | 2011         | 45 669         |